# جانی بیرن
جانی بایرن (به انگلیسی: Johnny Byrne) زادهٔ ۱۳ مه ۱۹۳۹ بازیکن فوتبال اهل انگلستان بود که سابقهٔ بازی در تیم ملی فوتبال انگلستان را در کارنامهٔ خود دارد. وی در تاریخ ۲۲ نوامبر ۱۹۶۱ نخستین بازی ملی خود را در مقابل تیم ملی فوتبال ایرلند شمالی انجام داد و با حضور در ۱۱ بازی ملی، در تاریخ ۱۰ آوریل ۱۹۶۵ واپسین بازی ملی‌اش را در برابر تیم ملی فوتبال اسکاتلند برگزار کرد.
این بازیکن توانسته در بازی‌های ملی، ۸ گل به ثمر برساند.